# 唐沢俊樹
唐沢 俊樹（唐澤俊樹、からさわ としき、1891年（明治24年）2月10日 - 1967年（昭和42年）3月14日）は、昭和期の日本の内務官僚、政治家。戦前は和歌山県知事（官選第26代）、貴族院議員（1期）、内務次官を歴任し、戦後は衆議院議員（4期）。第1次岸改造内閣の法務大臣（第11代）を務める。位階は従三位、勲等は勲一等。
衆議院議員で郵政大臣、自由民主党総務会長を歴任した唐沢俊二郎は二男。東急観光会長の唐沢勲は甥にあたる。

## 来歴・人物
長野県東筑摩郡山形村生まれ。旧制長野県松本中学校（現長野県松本深志高等学校）時代には、小さい体躯に丸々としていたので「マルサ」と綽名される。かなりの暴れん坊で停学になったこともあるが、成績は抜群であった。1908年松本中学を卒業し、仙台の旧制二高に進学する。入試の成績は一位であった。二高から東京帝国大学法科大学政治学科に進む。1915年（大正4年）首席卒業、銀時計を賜る。郷里山形村は、唐沢の卒業を祝して提灯行列を催し、恩賜の銀時計は小学校に飾られた。
1915年（大正4年）内務省入省。参事官室属。1917年（大正6年）内務省を辞し、3年間（4年間の説あり）欧米に留学し、「第一次世界大戦後の世界思潮の動向」を研究する。1920年（大正9年）帰朝し内務省に再入省、茨城県会計課長に任命される。赴任先の茨城県では旧制水戸高等学校（現在の茨城大学）が出来たばかりで教員不足のため、法制経済担当の講師として教壇にも立った。
その後は本省に戻り、内務省警保局図書課新聞検閲主任事務官、警保局保安課長などを経て、1931年（昭和6年）和歌山県知事に任命される。1932年（昭和7年）内務省土木局長となり、土木事業の中で砂防事業に着目する。砂防は土地収用の必要がなく、事業費の大部分が労力費であるため、当時窮乏していた農村救済に砂防工事を重点事業とした。唐沢は昭和7年度に府県に対する砂防事業の国庫補助を前年度25万円から300万円に増額し、7年度から3ヵ年継続事業とした。1934年（昭和9年）岡田内閣の後藤文夫内相によって、内務省警保局長に任命される。警保局長時代の1935年（昭和10年）、大本の大検挙に乗り出した（大本事件）。戦後、大本事件は宗教弾圧事件として批判を浴びたが、1957年（昭和32年）に唐沢はこれに対して大本教という宗教の弾圧ではなく、大本教が信者から集めた浄財が出口王仁三郎から右翼に流れ、右翼の活動資金となっていることを断つ目的で実行したと言う趣旨の手記を寄せている。
1936年（昭和11年）二・二六事件の責任を取って警保局長を辞任する。その後は大日本体育協会副会長、全国篭球協会会長をしていたが、1939年（昭和14年）阿部内閣の法制局長官に就任する。1940年（昭和15年）1月14日、貴族院勅選議員に任じられた（1946年4月17日辞任）。東亜研究所常務理事を経て、1943年（昭和18年）東條内閣の内務次官に就任する。内務次官としては戦時体制に即応した地方制度改正を実施し、東京府と東京市を合併し東京都を新たに設置した。また都道府県の上級単位として各地方に地方行政協議会を設置し、各協議会会長は内閣総理大臣の直属とした。横浜事件への捏造関与を指摘する声がある。東條内閣が総辞職すると、唐沢も次官を辞任した。東亜研究所では、大東亜共栄圏に関する資料の収集と納入を神田神保町の古書業者に命じた。

## 戦後

唐沢俊樹の胸像
（長野県山形村、清水寺境内）清水多嘉示製作

東條内閣の内務次官を務めていたことから、公職追放となった。大映社長永田雅一の誘いでかつて存在したプロ野球チーム、大映スターズの会長に就任する。1951年（昭和26年）サンフランシスコ講和条約発効に伴い、公職追放が解除される。翌1952年（昭和27年）第25回衆議院議員総選挙に旧長野4区から立候補したが、落選する。1953年（昭和28年）バカヤロー解散後の第26回衆議院議員総選挙にも立候補したが、再び落選する。
1955年（昭和30年）第27回衆議院議員総選挙に日本民主党公認で立候補し、2位当選を果たす。昭和32年（1957年）7月10日、第1次岸改造内閣に法務大臣として入閣した。唐沢はいわゆる一年生議員でありその入閣は異例であったが、当時岸信介首相が掲げていた貧乏、汚職、暴力の「三悪追放」のスローガンのうち、汚職、暴力対策を担当する法相に唐沢を抜擢した。法相に就任した唐沢は、検察人事の刷新、斡旋収賄罪の制定に尽力した。
1958年（昭和33年）5月第28回衆議院議員総選挙で落選。この総選挙では、現職の法務大臣だった唐沢に加え、花村四郎、鈴木義男、牧野良三ら歴代法務大臣が落選し、法務大臣は選挙に弱いという悪いジンクスが生まれた。1960年（昭和35年）第29回衆議院議員総選挙で国政に復帰し、以後連続四回当選。1965年（昭和45年）秋の叙勲で勲一等瑞宝章受章。1967年（昭和42年）1月29日の第31回衆議院議員総選挙で当選するが、在職中に死去。76歳。死没日をもって従四位から従三位に叙される。
友人であった五島慶太の依頼で、五島育英会理事長を務めたほか、武蔵工業大学（現東京都市大学）、亜細亜大学の経営にも当たった。
俳人としても知られ、号は樹子。ホトトギスの同人で高浜虚子に師事した。句集に『信濃路』（創元社、1954年）がある。